# كريس فاوست
كريس فاوست (بالإنجليزية: Chris Faust)‏ هو مصور أمريكي، ولد في 1955 في فورت رايلي في الولايات المتحدة.